# Chiheb Labidi
Chiheb Labidi (in arabo شهاب العبيدي‎?; 1º giugno 2001) è un calciatore tunisino, centrocampista del Nacional.

## Carriera

### Club
Cresce nel settore giovanile del Club Africain, con cui esordisce in prima squadra nel Championnat de Ligue Professionelle 1 il 28 aprile 2019 contro il Gabès.

### Nazionale
Il 17 febbraio 2020 ha esordito nella Tunisia U-20 nella vittoria per 2-1 contro l'Iraq U-20. Ha preso parte alla Coppa delle nazioni africane Under-20 svoltesi in Mauritania nel febbraio/marzo del 2021 disputando tutte e sei le partite della sua nazionale segnando un gol. A fine torneo viene inserito nella Squadra del torneo.

## Statistiche

### Presenze e reti nei club
Statistiche aggiornate al 17 marzo 2023.
| Stagione        | Squadra         | Campionato      | Campionato | Campionato | Coppe nazionali | Coppe nazionali | Coppe nazionali | Coppe continentali | Coppe continentali | Coppe continentali | Altre competizioni | Altre competizioni | Altre competizioni | Totale | Totale | Totale |
| Stagione        | Squadra         | Comp            | Pres       | Reti       | Comp            | Pres            | Reti            | Comp               | Pres               | Reti               | Comp               | Pres               | Reti               | Pres   | Reti   |        |
| --------------- | --------------- | --------------- | ---------- | ---------- | --------------- | --------------- | --------------- | ------------------ | ------------------ | ------------------ | ------------------ | ------------------ | ------------------ | ------ | ------ | ------ |
| 2018-2019       | Club Africain   | CFL             | 1          | 0          | CT              | -               | -               |                    | -                  | -                  |                    | -                  | -                  | 1      | 0      |        |
| 2019-2020       | Club Africain   | CFL             | 5          | 0          | CT              | -               | -               |                    | -                  | -                  |                    | -                  | -                  | 5      | 0      |        |
| 2020-2021       | Club Africain   | CFL             | 13         | 2          | CT              | 0               | 0               |                    | -                  | -                  |                    | -                  | -                  | 13     | 2      |        |
| 2021-2022       | Club Africain   | CFL             | 12+7       | 0+1        | CT              | 4               | 0               |                    | -                  | -                  |                    | -                  | -                  | 23     | 3      |        |
| 2022-2023       | Club Africain   | CFL             | 6+2        | 1+0        | CT              | 2               | 0               | CAF CC             | 2                  | 1                  |                    | -                  | -                  | 12     | 2      |        |
| Totale carriera | Totale carriera | Totale carriera | 37+9       | 3+1        |                 | 6               | 0               |                    | 2                  | 1                  |                    | -                  | -                  | 54     | 5      |        |

## Palmarès

### Individuale
- XI All Star Team della Coppa delle nazioni africane Under-20: 1

2021